# Katharina Holzgreve
Katharina Holzgreve (* 31. März 1986, heute Katharina Schulz) ist eine deutsche Volleyballspielerin.

## Karriere Volleyball
Holzgreve spielte seit ihrer Jugend Volleyball beim  USC Münster. Dort stand die Zuspielerin 2004 und von 2009 bis 2012 im Bundesligakader. 2004 wurde sie mit dem USC Deutsche Meisterin und gewann den DVV-Pokal. Von 2012 bis 2015 spielte Holzgreve beim Zweitligisten TV Gladbeck. Anschließend kehrte sie zurück zum USC Münster, wo sie  in der zweiten Mannschaft in der zweiten Bundesliga spielte.

## Berufliches
Holzgreve studierte von 2005 bis 2012 Sport und Mathematik an der Westfälischen Wilhelms-Universität Münster. Heute ist sie Lehrerin an einer Grundschule in Greven.